# 341 California
A 341 California (ideiglenes jelöléssel 1892 J) a Naprendszer kisbolygóövében található aszteroida. Max Wolf fedezte fel 1892. szeptember 25-én.